# Harald Reinkind
Harald Reinkind, född 17 augusti 1992, är en norsk handbollsspelare som spelar för THW Kiel och det norska landslaget. Han är vänsterhänt och spelar som högernia.

## Meriter
Med landslag
- VM 2019 i Tyskland/Danmark:  Silver
- EM 2020 i Sverige/Norge/Österrike:  Brons

Med klubblag
- EHF Champions League-mästare 2020 med THW Kiel
- EHF European League-mästare 2019 med THW Kiel
- Tysk mästare 2016 & 2017 med Rhein-Neckar Löwen och 2020, 2021 & 2023 med THW Kiel
- Tysk cupmästare 2018 med Rhein-Neckar Löwen och 2019 & 2022 med THW Kiel
- Tysk supercupmästare 2016 & 2017 med Rhein-Neckar Löwen och 2020, 2021, 2022 & 2023 med THW Kiel